# Lechâtelet
Lechâtelet ist eine französische Gemeinde mit 233 Einwohnern (Stand: 1. Januar 2022) im Département Côte-d’Or in der Region Bourgogne-Franche-Comté (vor 2016 Bourgogne). Sie gehört zum Kanton Brazey-en-Plaine im Arrondissement Beaune.

## Lage
Lechâtelet liegt etwa 32 Kilometer südsüdöstlich von Dijon an der Saône. Die Gemeinde grenzt im Norden an Bonnencontre, im Norden und Osten an Pagny-la-Ville, im Südosten und Süden an Labruyère, im Südwesten an Glanon, im Westen an Auvillars-sur-Saône sowie im Nordwesten an Broin.

## Bevölkerungsentwicklung
| Jahr                       | 1962 | 1968 | 1975 | 1982 | 1990 | 1999 | 2006 | 2011 | 2019 |
| -------------------------- | ---- | ---- | ---- | ---- | ---- | ---- | ---- | ---- | ---- |
| Einwohner                  | 135  | 127  | 110  | 108  | 125  | 178  | 204  | 207  | 216  |
| Quellen: Cassini und INSEE |      |      |      |      |      |      |      |      |      |

## Sehenswürdigkeiten

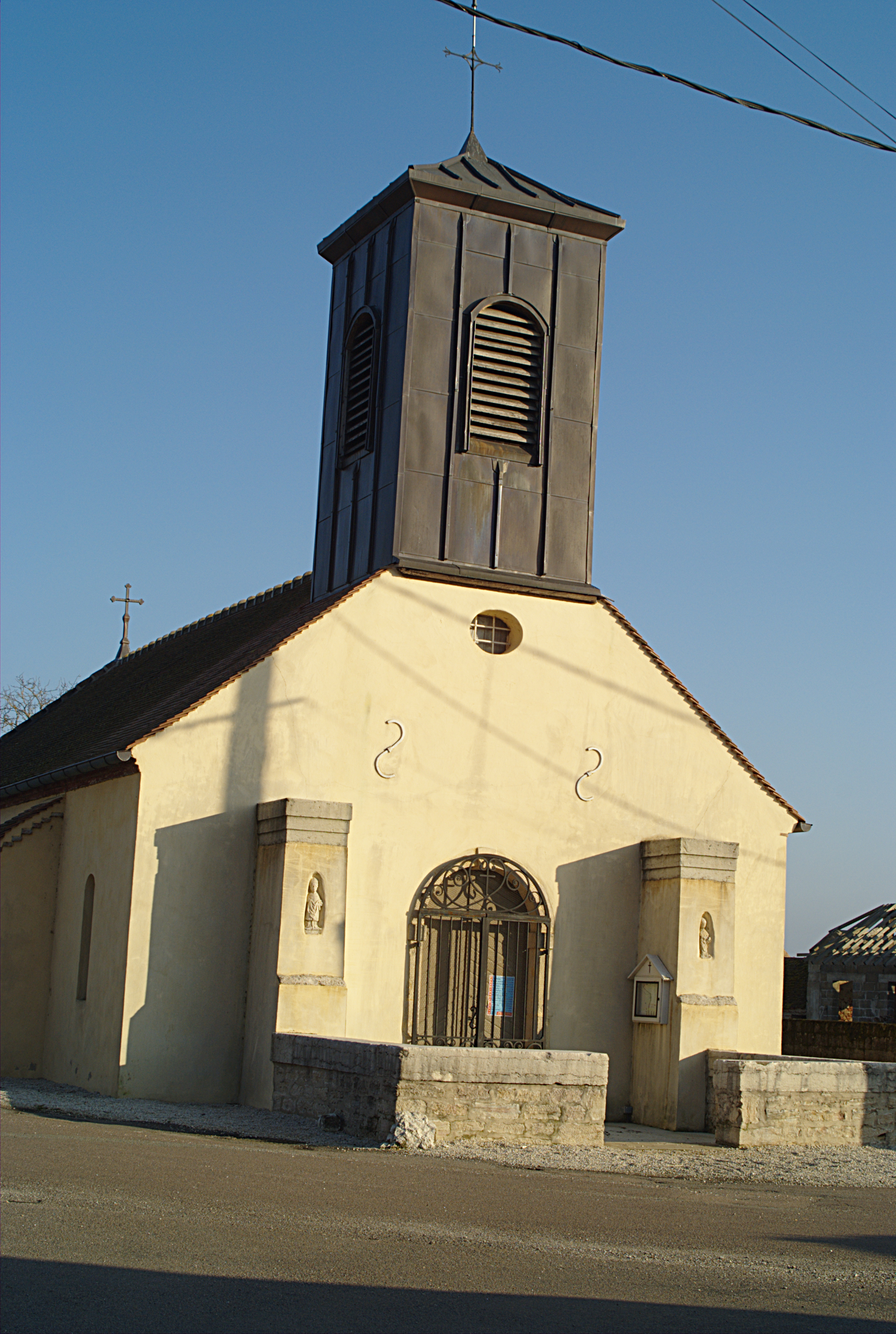
Kirche Saint-Jean-Baptiste

- Kirche Saint-Jean-Baptiste